# San Joaquín, Colima
San Joaquín är en ort i Mexiko.   Den ligger i kommunen Cuauhtémoc och delstaten Colima, i den södra delen av landet, 500 km väster om huvudstaden Mexico City. San Joaquín ligger 662 meter över havet och antalet invånare är 492.
Terrängen runt San Joaquín är kuperad norrut, men söderut är den platt. Runt San Joaquín är det ganska tätbefolkat, med 111 invånare per kvadratkilometer. Närmaste större samhälle är Colima, 8,9 km väster om San Joaquín. Trakten runt San Joaquín består till största delen av jordbruksmark.